# Manuel Horeth

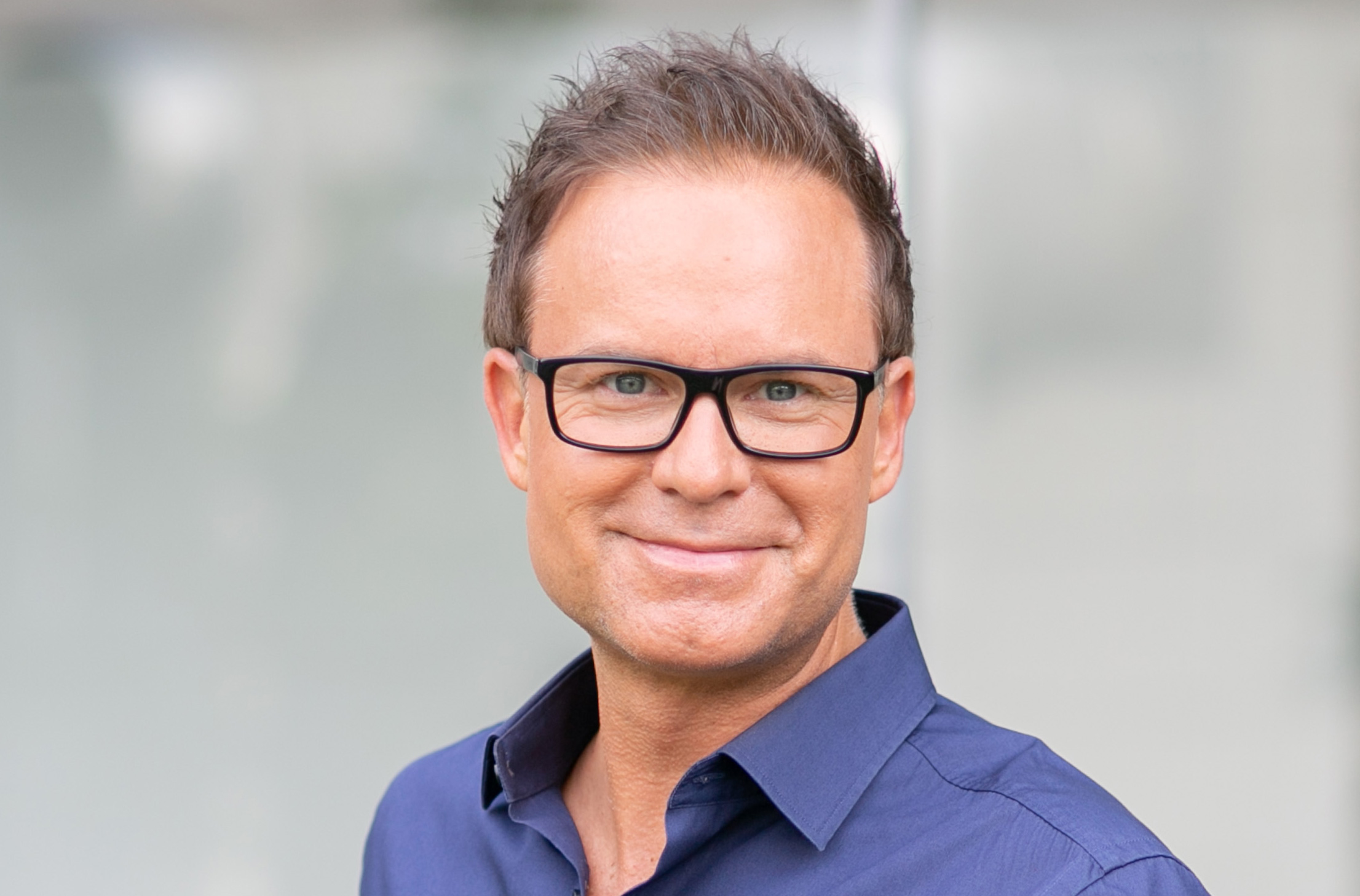
Manuel Horeth

Manuel Horeth (* 18. Februar 1978 in Salzburg) ist ein österreichischer Mentaltrainer, Moderator und Autor.

## Leben
Nach seiner Matura begann Horeth 1997 als Moderator bei Privatradios. Zeitgleich machte er eine Sprechausbildung am Mozarteum Salzburg und studierte ab 1998 Kommunikationswissenschaften. Seit 2002 moderierte er bei TW1 die Sendung artcorner und beim ORF-Radio Salzburg Guten Morgen Salzburg. 2002 moderierte er die Spieleshow Activity auf ORF Salzburg. Mit seiner Show Lebe die Magie ging er 2007 auf Österreich-Tournee.
Zwischen Herbst 2008 und Frühjahr 2009 nahm er an der ProSieben-Mentalisten-Show The Next Uri Geller teil, wo er den 2. Platz belegte. Von September bis November 2009 hatte er seine eigene Sendung auf ORF 1 mit dem Titel Manuel Horeth – Der Mentalist. Weiters ist er Autor des Buches Wir sind alle Mentalisten, das Anfang 2010 erschien.
2011 hatte er die eigene Sendung Manuel Horeth – Nichts ist unmöglich bei RTL. 2012 erschien sein Buch Das Horeth-Prinzip im Verlag Carl Ueberreuter. 2014 veröffentlichte er das Buch Die Relaxformel. Seit 2011 betreibt Horeth ein eigenes Mental-Institut der Gesellschaft zur Optimierung mentaler Prozesse. Als Mentaltrainer arbeitete er zum Beispiel für den Fußballtrainer Adi Hütter, den Fußballspieler Steffen Hofmann, die Super-G-Weltmeisterin Nicole Schmidhofer, den FK Austria Wien, die Olympia-Seglerin Tanja Frank, die Snowboard-Weltmeisterin Claudia Riegler oder die WSG Swarovski Wattens. Seit 2012 tritt er auch als Speaker, Gastredner und Mentalexperte in TV-Talkshows, bei Fachkongressen und bei Veranstaltungen auf.
Horeth war von 2012 bis 2016 als Mentalexperte im Frühstücksfernsehen „Cafe Puls“ auf Puls 4 zu sehen. Seine Mentalshows Der Manuel Horeth Effekt (2012–2013) und Mythos (2014–2019) präsentierte er in Österreich live auf Tour. Seit Herbst 2015 produziert Horeth auch Radio-Mentaltipps für die ORF-Landesstudios (Radio Kärnten, Radio Steiermark, Radio Niederösterreich, Radio Oberösterreich, Radio Salzburg, Radio Burgenland und Radio Vorarlberg). 2016 schrieb Horeth für das österreichische Wirtschaftsmagazin GEWINN die monatlichen Business-Mentaltipps. Seit September 2016 gestaltet Manuel Horeth auch die monatliche Rubrik Denke gut, alles gut in der Zeitschrift ORF nachlese. Mentaltipps zum Mitmachen zeigt Horeth seit 2017 regelmäßig im ORF-Fernsehen in den Sendungen Mittag in Österreich und Guten Morgen Österreich auf ORF 2. Im Dezember 2018 moderierte er gemeinsam mit Romy Seidl die Weihnachtssendung 200 Jahre Stille Nacht, Heilige Nacht auf ORF 2. 2019 präsentiert er seinen Vortrag Mentale Gesetze dem Publikum in Österreich. Horeth moderierte 2019 zur Festspielzeit live aus Salzburg jeden Freitag auf ORF 2 das Magazin Jedermann/Jedefrau. Im Jahr 2020 wurde Manuel Horeth als Fachberater und Experte im Hintergrund für die 3. Staffel der ServusTV-Krimi-Serie Meiberger – Im Kopf des Täters mit Fritz Karl in der Hauptrolle engagiert. 2022 begann Horeths Tour Mentale Stärke für Österreich. Dazu veröffentlichte Horeth sein Buch Mentale Stärke für dich! und einen Soundtrack zur Tour, komponiert von Philipp Schinwald. 2024 präsentiert Horeth seinen neuen „Mentale Stärke“-Podcast.

## TV-Shows
- 2008–2009: The Next Uri Geller (ProSieben, Deutschland)
- 2009: Manuel Horeth – Der Mentalist (6-teilige Serie, ORFeins)
- 2011: Manuel Horeth – Nichts ist unmöglich (RTL, Deutschland)

## Bücher
- 2010: Wir sind alle Mentalisten (Verlag Carl Ueberreuter, Österreich)
- 2011: Wir sind alle Mentalisten Taschenbuch (PIPER Verlag, Deutschland)
- 2012: Das Horeth Prinzip (Verlag Carl Ueberreuter, Österreich)
- 2014: Die Relaxformel (Verlag Horeth Institut KG, Österreich)
- 2018: Das Horeth Prinzip Taschenbuch (Verlag Horeth Institut KG, Österreich)
- 2022: Mentale Stärke für dich! Taschenbuch (Verlag Networkpool KG, Österreich)

## Live-Shows
- 2012–2013: Der Manuel Horeth Effekt (Österreichtour)
- 2014–2019: Mythos – Der Flügelschlag eines Schmetterlings (Österreichtour)
- Ab 2022: Mentale Stärke für Österreich

## Podcast
- ab 2024: Mentale Stärke

## Musik
- 2022: Mentale Stärke, Soundtrack (Verlag Networkpool, Komponist: Philipp Schinwald)